# Homoneura stackelbergiana
Homoneura stackelbergiana är en tvåvingeart som beskrevs av Papp 1984. Homoneura stackelbergiana ingår i släktet Homoneura och familjen lövflugor.
Artens utbredningsområde är Nordkorea. Inga underarter finns listade i Catalogue of Life.